# Tomás Martín Etcheverry
Tomás Martín Etcheverry (* 18. července 1999 La Plata) je argentinský profesionální tenista. Ve své dosavadní kariéře na okruhu ATP Tour nevyhrál žádný turnaj. Na challengerech ATP a okruhu ITF získal osm titulů ve dvouhře a sedm ve čtyřhře.
Na žebříčku ATP byl ve dvouhře nejvýše klasifikován v únoru 2024 na 27. místě a ve čtyřhře v září 2022 na 205. místě. Trénuje ho Walter Grinovero.

## Tenisová kariéra
Průnik mezi dvě stě nejlepších tenistů zaznamenal během června 2021 a do první stovky se posunul 11. dubna 2022 po prohraném finále na challengeru v Ciudad de México, když mu na žebříčku ATP patřila 95. příčka.
V hlavní soutěži okruhu ATP Tour debutoval lednovým Delray Beach Open 2021, kde jej v úvodu vyřadil americký kvalifikant Christian Harrison. První zápas vyhrál na únorovém Córdoba Open 2021 po průchodu kvalifikační soutěží. V úvodu dvouhry přehrál stého prvního hráče žebříčku, Slováka Andreje Martina, než podlehl pátému nasazenému a pozdějšímu finalistovi Albertu Ramosi-Viñolasovi. V semifinále perugijského challengeru, hraného v červenci 2021, poprvé zdolal člena elitní světové stovky, devadesátého šestého muže pořadí a turnajovou jedničku Salvatora Carusa. V závěrečném duelu pak porazil Ukrajince Vitalije Sačka a vybojoval první challengerový titul.
Po třech vyřazení v grandslamových kvalifikacích sezóny 2021, debutoval v hlavní grandslamové soutěži na Australian Open 2022. V závěru melbournské tříkolové kvalifikace přehrál Itala Flavia Cobolliho. V úvodním kole však nenašel recept na devatenáctého nasazeného Španěla Pabla Carreña Bustu. První zápasy v téže sezóně nezvládl ani na French Open, ve Wimbledonu a US Open. Utkání na majorech poprvé vyhrál na Australian Open 2023, kde vyřadil Francouze Grégoireho Barrèreho z deváté desítky klasifikace, než podlehl světové šestnáctce Janniku Sinnerovi. Přes krajana Sebastiána Báeze ze čtvrté desítky se probojoval do svého prvního finále na túře ATP, antukového Chile Open 2023. V něm jej však porazil Chilan Nicolás Jarry. Do série Masters poprvé zasáhl na BNP Paribas Open 2023 v Indian Wells, kde mu časnou stopku vystavil Brit Andy Murray, který vyhrál i sedmý třísetový zápas v probíhající sezóně. Ve druhých kolech opustil další antukové Mastersy, Miami Open po prohře s Karenem Chačanovem, Mutua Madrid Open s Tiafoem a římský Internazionali BNL d'Italia po porážce od světové jedničky Novaka Djokoviće.
Výhrou nad německým kvalifikantem Yannickem Hanfmannem si zajistil účast ve druhém kariérním finále, americkém antukovém šampionátu U.S. Men's Clay Court Championships 2023 v Houstonu. Po ztrátě obou tiebreaků v něm nestačil na americkou světovou patnáctku Francese Tiafoa. Po skončení se posunul na nové žebříčkové maximum, 59. místo. Do grandslamového čtvrtfinále premiérově prošel na French Open 2023, kde vyřadil Brita Jacka Drapera, světovou devatenáctku Alexe de Minaura, šestnáctku Bornu Ćoriće a třiatřicítku Jošihita Nišioku. Ve čtvrtfinále však nestačil na dvacátého sedmého hráče klasifikace Alexandra Zvereva. Bodový zisk mu zajistil posun na nové žebříčkové maximum, 32. místo.

## Finále na okruhu ATP Tour
| Legenda                   |
| ------------------------- |
| D – dvouhra; Č – čtyřhra  |
| Grand Slam (0)            |
| Turnaj mistrů (0)         |
| ATP Tour Masters 1000 (0) |
| ATP Tour 500 (0)          |
| ATP Tour 250 (0–3 D)      |

### Dvouhra: 3 (0–3)
| Stav      | č. | datum       | turnaj                 | povrch | soupeř ve finále           | výsledek                |
| --------- | -- | ----------- | ---------------------- | ------ | -------------------------- | ----------------------- |
| Finalista | 1. | březen 2023 | Santiago, Chile        | antuka | Nicolás Jarry              | 7–6(7–5), 6–7(5–7), 2–6 |
| Finalista | 2. | duben 2023  | Houston, Spojené státy | antuka | Frances Tiafoe             | 6–7(1–7), 6–7(6–8)      |
| Finalista | 3. | květen 2024 | Lyon, Francie          | antuka | Giovanni Mpetshi Perricard | 4–6, 6–1, 6–7(7–9)      |

## Tituly na challengerech ATP a okruhu ITF
| Legenda                |
| ---------------------- |
| Challengery (3 D; 1 Č) |
| ITF (5 D; 6 Č)         |

### Dvouhra (8 titulů)
| Č. | datum         | turnaj                | povrch | poražený finalista     | výsledek      |
| -- | ------------- | --------------------- | ------ | ---------------------- | ------------- |
| 1. | srpen 2018    | Eupen, Belgie         | antuka | Jeroen Vanneste        | 6–3, 6–3      |
| 2. | srpen 2018    | Cuneo, Itálie         | antuka | Davide Galoppini       | 6–4, 6–2      |
| 3. | září 2019     | Tabarka, Tunisko      | antuka | Lorenzo Bocchi         | 6–1, 6–1      |
| 4. | září 2019     | Tabarka, Tunisko      | antuka | Benjamin Lock          | 6–4, 6–1      |
| 5. | listopad 2019 | Naples, Spojené státy | antuka | Martin Damm            | 7–6(7–4), 7–5 |
| 1. | červenec 2021 | Perugia, Itálie       | antuka | Vitalij Sačko          | 7–5, 6–2      |
| 2. | červenec 2021 | Terst, Itálie         | antuka | Thiago Agustín Tirante | 6–1, 6–1      |
| 3. | březen 2022   | Concepción, Chile     | antuka | Hugo Dellien           | 6–3, 6–2      |

### Čtyřhra (7 titulů)
| Č. | datum         | turnaj                                | povrch | spoluhráč           | poražení finalisté                       | výsledek                   |
| -- | ------------- | ------------------------------------- | ------ | ------------------- | ---------------------------------------- | -------------------------- |
| 1. | květen 2018   | Brasília, Brazílie                    | antuka | Thiago Seyboth Wild | Oscar Gutierrez Igor Marcondes           | 6–7(1–7), 7–6(7–3), [11–9] |
| 2. | prosinec 2018 | Santo Domingo, Dominikánská republika | tvrdý  | Oscar Gutierrez     | Arklon Huertas Conner Huertas            | 6–3, 6–2                   |
| 3. | květen 2019   | Buenos Aires, Argentina               | antuka | Mariano Kestelboim  | Maximiliano Estevez Agustin Velotti      | 4–6, 6–4, [10–3]           |
| 4. | květen 2019   | Cancún, Mexiko                        | tvrdý  | Camilo Carabelli    | Jordi Arconada Harrison Adams            | 6–4, 6–3                   |
| 5. | listopad 2019 | Naples, Spojené státy                 | antuka | Camilo Carabelli    | Benjamin Dhoe Maxime Mora                | 6–4, 6–0                   |
| 6. | březen 2020   | Río Cuarto, Argentina                 | antuka | Mariano Kestelboim  | Alexander Merino Manuel Peña López       | 6–3, 1–6, [10–2]           |
| 1. | červen 2021   | Biella, Itálie                        | antuka | Renzo Olivo         | Luis David Martínez David Vega Hernández | 3–6, 6–3, [10–8]           |